# 爺ヶ岳スキー場
爺ガ岳スキー場（じいがたけスキーじょう) は日本のスキー場。長野県大町市平に位置する。

## 概要
爺ガ岳スキー場は長野県大町市にある白馬エリア最南端のスキー場。このような名前だが、実際にスキー場が造成されているのは白沢天狗岳（標高2,036m）直下の扇状地で、爺ヶ岳は標高がさらに約600m高いところにある。
1967年、周辺の大町温泉郷の開発の一環として爺ガ岳スキー場が開業。それと同時に大町温泉観光株式会社が設立され運営を行っている。当初は大町温泉郷スキー場という名前でリフト1本で営業していた。次の年からは爺ガ岳スキー場と名前を変え今に至る。
白馬エリア最南端、標高の低さといった立地の問題で雪不足に悩まされた上、スキー人口の減少で徐々に経営が苦しくなった。大町市内には当スキー場も含め5つスキー場が存在していたが上記の理由で経営が悪化し、大町市内からスキー場が消滅する懸念までなされていた。なお現在営業しているのは当スキー場と鹿島槍スキー場の二つである。
そして2020年、タジマモーターコーポレーションと大町市に本社を置くフリーフロートが共同出資で株式会社TRM（Tajima Resort Management）を設立し大町温泉観光を子会社化した。
ゲレンデは東向きで緩斜面主体の一枚バーンとなっている。

## コース
4本のリフトにより、10本のコースとチビッコゲレンデ（トロイカ1本）を設定。

### リフト
- 第１ペア (541m)
- 第２ペア (851m)
- 第３ペア (669m)
- 第４ペア (544m)

### コース
| コース名       | 長さ/最大斜度 |                                                                              |
| -------------- | ------------- | ---------------------------------------------------------------------------- |
| カモシカ       | 1,500m/25°    | 爺ガ岳スキー場で最も滑走距離の長いコース                                     |
| 雷鳥           | 700m/28°      | スキー場で最も斜度の急な箇所があるが、下部は緩斜面と中斜面が混ざり合っている |
| ラビット       | 1,200m/25°    | ゲレンデ最上部からリフトに沿って滑り降りるコース                             |
| 林間           | 700m/10°      | エコーゲレンデを迂回するように林の中を進む                                   |
| エコーゲレンデ | 600m/12°      | 幅の広い緩斜面の爺ガ岳のメインゲレンデ                                       |
| ポルル         |               | 新設されたツリーランコース                                                   |

## 交通
- 長野自動車道安曇野ICから32km
- 上信越自動車道長野ICから60km
- 東日本旅客鉄道大糸線：信濃大町駅からタクシー15分
- Hakubaballeyシャトルバス (白馬エリアのスキー場を結ぶバス）：Line-Oで信濃大町駅から30分、Line-Vで白馬八方バスターミナルから70分